# ناوگان دریای سیاه
ناوگان دریای سیاه (روسی: Черноморский флот) شاخه‌ای از نیروی دریایی امپراتوری روسیه در دریای سیاه، دریای آزوف و دریای مدیترانه بود که در ۱۳ مه ۱۷۸۳ به دستور شاهزاده گریگوری پوتمکین تشکیل شد. در سال ۱۹۱۸ به نیروی دریایی شوروی و در سال ۱۹۹۱ پس از فروپاشی اتحاد جماهیر شوروی به نیروی دریایی جمهوری فدراتیو روسیه پیوست.